# Квакертаун (Пенсільванія)
Квакертаун (англ. Quakertown) — місто (англ. borough) в США, в окрузі Бакс штату Пенсільванія. Населення — 9359 осіб (2020).

## Географія
Квакертаун розташований за координатами 40°26′23″ пн. ш. 75°20′45″ зх. д. / 40.43972° пн. ш. 75.34583° зх. д. (40.439678, -75.345766).  За даними Бюро перепису населення США в 2010 році місто мало площу 5,27 км², з яких 5,26 км² — суходіл та 0,01 км² — водойми.

### Клімат
| Клімат : Квакертаун     | Клімат : Квакертаун | Клімат : Квакертаун | Клімат : Квакертаун | Клімат : Квакертаун | Клімат : Квакертаун | Клімат : Квакертаун | Клімат : Квакертаун | Клімат : Квакертаун | Клімат : Квакертаун | Клімат : Квакертаун | Клімат : Квакертаун | Клімат : Квакертаун | Клімат : Квакертаун |
| Показник                | Січ.                | Лют.                | Бер.                | Квіт.               | Трав.               | Черв.               | Лип.                | Серп.               | Вер.                | Жовт.               | Лист.               | Груд.               | Рік                 |
| Абсолютний максимум, °C | 21,0                | 25,3                | 30,2                | 33,6                | 34,4                | 34,9                | 38,8                | 37,0                | 35,7                | 31,6                | 26,3                | 23,3                | 38,8                |
| Середній максимум, °C   | 3,1                 | 5,0                 | 9,8                 | 16,5                | 22,1                | 26,8                | 29,0                | 28,1                | 24,4                | 17,9                | 11,7                | 5,3                 | 16,7                |
| Середня температура, °C | −1,7                | −0,3                | 4,1                 | 10,1                | 15,6                | 20,6                | 23,0                | 22,1                | 18,0                | 11,7                | 6,2                 | 0,7                 | 10,9                |
| Середній мінімум, °C    | −6,6                | −5,5                | −1,7                | 3,7                 | 9,0                 | 14,3                | 17,0                | 16,1                | 11,7                | 5,3                 | 0,6                 | −4                  | 5,1                 |
| Абсолютний мінімум, °C  | −25,4               | −21,4               | −16,8               | −8,9                | −0,6                | 4,1                 | 7,7                 | 4,9                 | 0,8                 | −5,2                | −12,2               | −19,4               | −25,4               |
| Норма опадів, мм        | 89                  | 72                  | 94                  | 104                 | 110                 | 110                 | 122                 | 98                  | 116                 | 110                 | 96                  | 103                 | 1225                |
| Вологість повітря, %    | 68.7                | 66.4                | 61.3                | 59.9                | 63.8                | 70.0                | 69.9                | 72.8                | 73.6                | 71.4                | 71.2                | 71.5                | 68.4                |
| ----------------------- | ------------------- | ------------------- | ------------------- | ------------------- | ------------------- | ------------------- | ------------------- | ------------------- | ------------------- | ------------------- | ------------------- | ------------------- | ------------------- |
| Джерело: PRISM          |                     |                     |                     |                     |                     |                     |                     |                     |                     |                     |                     |                     |                     |

## Демографія
Згідно з переписом 2010 року, у селищі мешкало 8979 осіб у 3649 домогосподарствах у складі 2212 родин. Густота населення становила 1702 особи/км².  Було 3876 помешкань (735/км²).
Расовий склад населення:
| - 90,6 % — білих - 2,4 % — чорних або афроамериканців - 2,0 % — азіатів - 0,3 % — корінних американців - 2,7 % — осіб інших рас |

До двох чи більше рас належало 1,9 %. Частка іспаномовних становила 6,0 % від усіх жителів.
За віковим діапазоном населення розподілялося таким чином: 21,8 % — особи молодші 18 років, 63,3 % — особи у віці 18—64 років, 14,9 % — особи у віці 65 років та старші. Медіана віку мешканця становила 38,0 року. На 100 осіб жіночої статі у селищі припадало 96,8 чоловіків;  на 100 жінок у віці від 18 років та старших — 93,6 чоловіків також старших 18 років.
Середній дохід на одне домашнє господарство  становив 61 138 доларів США (медіана — 51 960), а середній дохід на одну сім'ю — 71 136 доларів (медіана — 60 754). Медіана доходів становила 47 419 доларів для чоловіків та 40 242 долари для жінок. За межею бідності перебувало 12,4 % осіб, у тому числі 14,5 % дітей у віці до 18 років та 14,4 % осіб у віці 65 років та старших.
Цивільне працевлаштоване населення становило 4528 осіб. Основні галузі зайнятості: освіта, охорона здоров'я та соціальна допомога — 23,0 %, виробництво — 15,2 %, науковці, спеціалісти, менеджери — 13,7 %, роздрібна торгівля — 13,6 %.